# ザ・グリッド
『ザ・グリッド』 (THE GRID) は、アメリカ合衆国・FOXの6話完結のテレビドラマ。アメリカでは2004年TNTが放送。日本ではWOWOWが2005年に放送した。

## 概要
『24 -TWENTY FOUR-』の記録的なヒットを背景にFOXが作成したテロリストvs.諜報機関の壮絶な物語である。本作はアメリカ・イギリスの諜報機関を描くため共同制作者としてBBCも名を連ねているため、よりリアルに諜報機関の内容が描かれている。登場する各国のテロ対策機関や敵対するテログループもほとんどが実在する組織で、物語は20世紀後半以来世界で実際に起きた数々のイスラム過激派によるテロ事件の延長上にあるものとして創作された。
従来あるこの手の作品にありがちなテロリストvs.諜報機関という図式でだけではなく各諜報機関の側での動きや葛藤、彼らの背後の世界情勢や人間関係まで緻密に描かれていることや、近未来に実際に起こりうるかもしれないテロ（化学兵器・本作ではサリン）を描いている。

## あらすじ
ロンドン市内の安宿で、サリンの時限式散布装置が誤作動し犯人を含む多数の死者が出る事件が発生、イギリス情報局保安部(MI5)、イギリス情報局秘密情報部(MI6)は大がかりなテロ活動が今後も予想されるとしてアメリカ国家安全保障会議(NSC)、連邦捜査局(FBI)、アメリカ中央情報局(CIA)に連絡、NSC、FBI、CIAはマレンをリーダーとする合同チームを立ち上げ連携しながら次の事件の発生の特定に急ぐ。各諜報機関の縄張り意識や、人間関係などで混乱しているさなか、次のテロ攻撃の情報が飛び込んでくるが、予想されていたニューヨークの地下鉄でのサリン使用ではなく、ナイジェリアでの爆破テロであった。予知に失敗した合同チームは解散の危機に。しかし密かに行動したチームはテロリストの主犯がアルカイダ元司令官ユーセフ“ムハンマド”ナサリヤーであることを突き止める。それを裏で操る黒幕、さらなるテロの驚異、物語終盤に鍵となる言葉「グリッド」その意味とは…。

## 出演者
マレン・ジャクソン
演：ジュリアナ・マルグリーズ、吹替：野沢由香里
NSC（国家安全保障会議）テロ対策担当責任者、合同捜査チームを指揮するリーダー。
マックス・カナリー
演：ディラン・マクダーモット、吹替：藤原啓治
FBI・NY支局テロ合同捜査班に所属。合同捜査チームの一員。9.11で親友を失った過去を持ち、現在はその妻子と親しくしている。
ラザ・マイケルズ
演：ピーター・マレック、吹替：村治学
CIA中東担当分析官。合同捜査チームの一員。アメリカ国籍取得に際して英語姓に改称しているが、本名は「マーシル」というアラブ系移民である。このため周囲の眼が何かと厳しく、偏見と戦いながら誠実に任務を進める。
エミリー・タトル
演：ジェマ・レッドグレイヴ、吹替：幸田夏穂
MI6テロ対応局エージェント。合同捜査チームの一員。
アクトン・サンドマン
演：トム・スケリット、吹替：金尾哲夫
CIAテロ担当副主任。マレンの座を虎視眈々とねらっている。
デレク・ジェニングス
演：バーナード・ヒル、吹替：西村知道
MI5テロ対策支局長。マックスとは以前一緒に仕事をした仲。
ラギブ・マアター
演：サイラス・カーソン
カイロで診療所を営む医師。80年代の対ソ連戦争でアラブ・アフガンの一人として参戦した経験を持つが、それ以後は当時の同志達と関係を絶っていた。しかし、ウサマ・ビンラディンの腹心でもあった戦友ユーセフ“ムハンマド”ナサリアーの誘いをきっかけに、再びムジャヒディンの世界に足を踏み入れ、テロリストを手伝う羽目になっていく。

## スタッフ
- 監督 - ミカエル・サロモン
- 脚本 - ケン・フリードマン
- 製作 - ミッチ・エンゲル